# К-331 «Магадан»
К-331 — советская и российская атомная подводная лодка 971У «Щука-Б». Была построена на судостроительном заводе № 199 имени Ленинского Комсомола, Комсомольск-на-Амуре.

## История постройки корабля
- 3 октября 1987 года зачислена в списки кораблей ВМФ.
- 28 декабря 1989 года заложена в цехе судостроительного завода № 199 имени Ленинского Комсомола в г. Комсомольск-на-Амуре.
- 9 июня 1990 года спущена на воду.
- 31 декабря 1990 года вступила в строй.

## История службы
- 23 февраля 1991 года впервые поднят Военно-морской флаг.
- 14 марта 1991 года включена в состав 45-й Дивизии подводных лодок второй Флотилии подводных лодок ТОФ с базированием в бухте Крашенинникова.
- 24 сентября 1991 года прибыла для постоянного базирования в бухту Крашенинникова.
- С 8 сентября по 22 ноября 1992 года выполнила задачи первой боевой службы в Охотском море.
- В декабре 1992 года по итогам боевой службы завоевала приз ГК ВМФ по поиску и слежению за иностранной подводной лодкой и объявлена лучшей в ВМФ.
- 13 апреля 1993 года присвоено название «Нарвал».
- С 21 июня по 21 августа 1993 года выполнила вторую боевую службу, у побережья США в Тихом океане.
- 8 октября 1996 года вышла на третью боевую службу. Во время службы произошла неисправность. Лодка возвратилась в пункт базирования в бухту Крашенинникова.
- С октября по ноябрь 1997 года с экипажем ПЛАК К-295 выполняла боевую службу.
- В 1998 году перечислена в состав десятой дивизии второй Флотилии ПЛ ТОФ с прежним местом базирования.
- 24 января 2001 года приказом командующего ТОФ переименована в «Магадан».
- 3 октября 2003 года представляла ВМФ России при посещении американской военной делегации.
- В 2007—2008 годах лодка прошла ремонт
- В июле 2009 года приняла участие в Военно-морском параде ТОФ в Амурском заливе.

- По состоянию на 28 июня 2015 года находится на территории ДВЗ «Звезда» в Большом Камне в ожидании очередного ремонта.
- По состоянию на 24 августа 2017 года завершается ремонт и модернизация подводной лодки[1]
- 11 августа 2017 года стало известно, что имя «Магадан» получит проектируемая ДЭПЛ проекта 636.3 «Варшавянка»[2].
- Передача после ремонта и модернизации в лизинг ВМС Индии запланирована на 2022 год[источник не указан 902 дня].

## Командиры
- 1987—1991 капитан 2-го ранга Трушкин Анатолий Николаевич[3]
- 1991—1997 капитан 2-го ранга Городков Андрей Викторович[3]

## Галерея

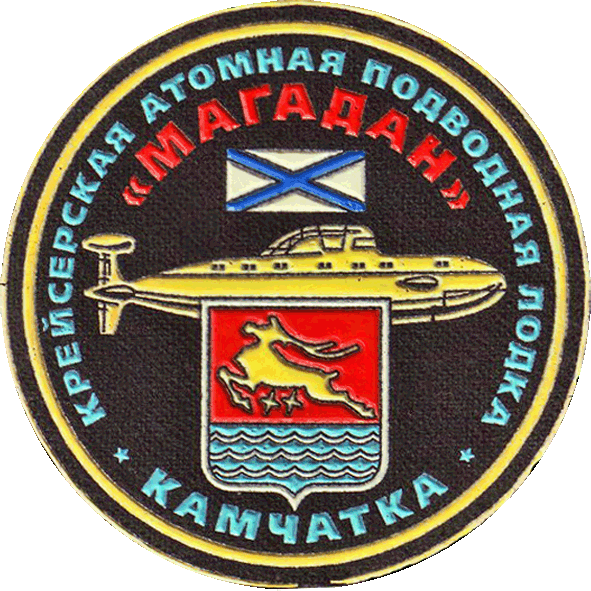
Шеврон К-331 «Магадан» (2001-2017)
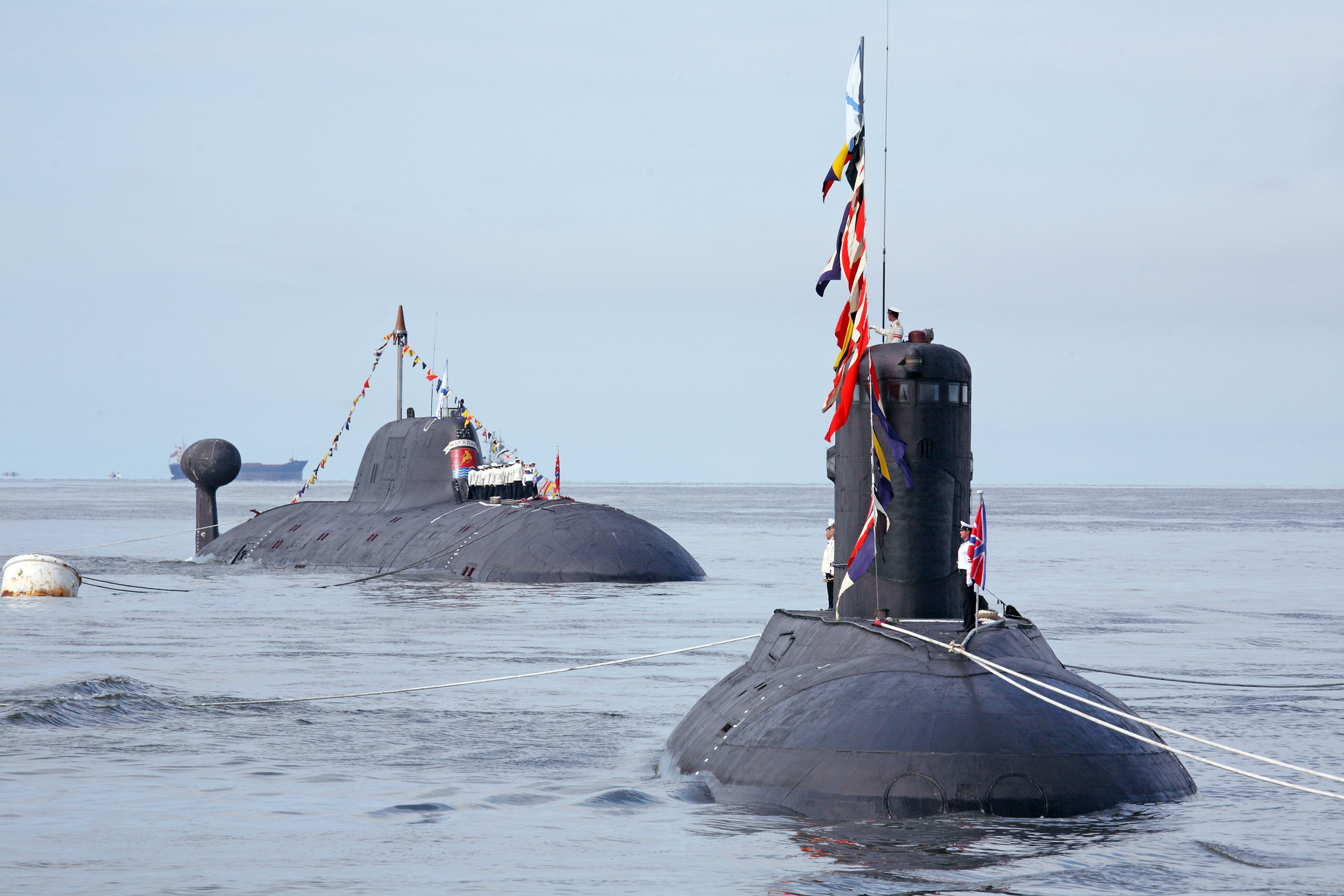
Б-345 «Могоча» и К-331 «Магадан» на параде кораблей во Владивостоке, 2009 год
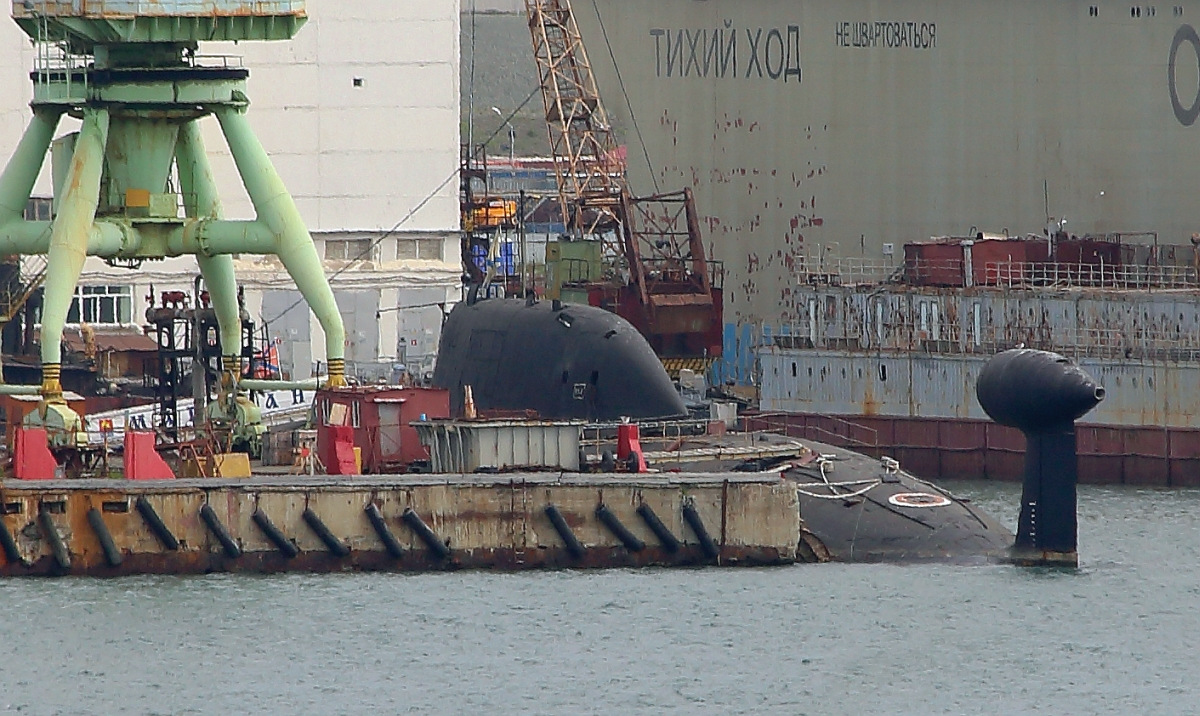
К-331 «Магадан» в Большом Камне, 27 июня 2015